# Gonioscelis congoensis
Gonioscelis congoensis là một loài ruồi trong họ Asilidae. Gonioscelis congoensis được Oldroyd miêu tả năm 1970. Loài này phân bố ở vùng nhiệt đới châu Phi.